# Henda Ehsseinia
Henda Ehsseinia, née le 1er août 1984, est une haltérophile tunisienne.

## Carrière
Henda Ehsseinia remporte la médaille de bronze à l'arraché en moins de 48 kg aux Jeux africains de 2007 à Alger.
Aux championnats d'Afrique 2009 à Kampala, Henda Ehseeinia est médaillée de bronze au total dans la catégorie des moins de 48 kg.